# Honrarás a tu madre
Honrarás a tu madre es una película de Argentina en blanco y negro dirigida por Alberto D'Alversa según el guion de Carlos Alberto Orlando que se estrenó el 18 de junio de 1953 y que tuvo como protagonistas a Amalia Sánchez Ariño, Armando Bó, Olga Gatti y Carlos Perelli. Fue filmada en la provincia de Córdoba.

## Sinopsis
El amor de una madre para con sus dos hijos, uno de ellos, bueno.

## Reparto
- Amalia Sánchez Ariño
- Armando Bó
- Olga Gatti
- Carlos Perelli
- Rodolfo Onetto
- Virginia Romay
- Mario Chávez
- José María Fra
- Nelson de la Fuente
- Hugo Balado
- Alberto Lenti

## Comentarios
La Razón dijo en su crónica:

”Si son indiscutibles los trazos del argumento y la fisonomía de sus figuras, demasiado crudas en su análisis...una intención laudable preside su realización".

En tanto Manrupe y Portela opinan:

”Tanguería lacrimógena donde la madre del título lógicamente perdona y soporta todo."